# Liste der Kulturgüter in Berken
Die Liste der Kulturgüter in Berken enthält alle Objekte in der Gemeinde Berken im Kanton Bern, die gemäss der Haager Konvention zum Schutz von Kulturgut bei bewaffneten Konflikten, dem Bundesgesetz vom 20. Juni 2014 über den Schutz der Kulturgüter bei bewaffneten Konflikten sowie der Verordnung vom 29. Oktober 2014 über den Schutz der Kulturgüter bei bewaffneten Konflikten unter Schutz stehen.
Es sind weder A-Objekte noch B-Objekte auf dem Gemeindegebiet ausgewiesen, Objekte der Kategorie C fehlen zurzeit (Stand: 17. Januar 2024). Unter übrige Baudenkmäler sind Objekte zu finden, die im Bauinventar des Kantons Bern als «schützenswert» verzeichnet sind.

## Übrige Baudenkmäler
Hinweis: Als Objekt-Identifikator (ID) wird die Grundstücksnummer verwendet.
| ID  | Foto |                 | Objekt               | Typ | Standort                        | Beschreibung |
| --- | ---- | --------------- | -------------------- | --- | ------------------------------- | ------------ |
| 13  | BW   | Datei hochladen | Gasthof Löwen (1937) | G   | Unterberken 13 620657 / 230779  |              |
| 57  | BW   | Datei hochladen | Speicher (1664)      | G   | Oberberken 6e 620373 / 230360   |              |
| 88  | BW   | Datei hochladen | Speicher (1730)      | G   | Christenhof 7a 620129 / 230993  |              |
| 98  | BW   | Datei hochladen | Stöckli (1839)       | G   | Unterberken 10a 620583 / 230818 |              |
| 121 | BW   | Datei hochladen | Stöckli (1844)       | G   | Christenhof 8a 620227 / 230967  |              |

Hinweis zur Legende: Anstelle der KGS-Nummer wird als Objekt-Identifikator (ID) die Grundstücksnummer verwendet.